# Ансеба
Ансеба е един от шестте региони на Еритрея. Площта му е 23 200 квадратни километра, а населението е около 549 000 души, по приблизителна оценка от юли 2005 г. Столицата на региона е град Керен, разположен на около 70 километра от столицата на Еритрея Асмара. Граничи с региона на Еритрея Гаш-Барка на юг, централния регион на Еритрея на югоизток, с Червено море-север на изток и със Судан на север. Разделен е на 10 общини (подрегиони).